# Kronos Quartet
Le Kronos Quartet (Kronos Quartet) est un quatuor à cordes fondé par le violoniste David Harrington en 1973. Il est basé à San Francisco (Californie) depuis 1978.
L'effectif initial comprenait David Harrington et John Sherba aux violons, Hank Dutt à l'alto et Joan Jeanrenaud au violoncelle ; il est resté inchangé durant plus de vingt ans. En 1999, Jennifer Culp a remplacé Jeanrenaud, puis Jeffrey Zeigler a pris sa place en 2005 et enfin Sunny Yang le remplace depuis mars 2013.

## Nouvelles œuvres
Kronos est spécialisé dans la nouvelle musique et a une longue histoire de commande d'œuvres inédites. Plus de 600 œuvres ont été créées par le quatuor Kronos. Ils ont collaboré avec de nombreux minimalistes, dont Arvo Pärt, Steve Reich, Philip Glass, Roberto Carnevale (en), Terry Riley et Kevin Volans.
Le Kronos Quarter contribue à faire connaître la musique de Peter Sculthorpe, dont le nom est popularisé dès le milieu des années 1980 avec l'enregistrement du CD de l'ensemble, sur lequel le 8e quatuor à cordes du compositeur australien côtoie la musique d'Aulis Sallinen, de Philip Glass, de Conlon Nancarrow et un arrangement du Purple Haze de Jimi Hendrix.
Kronos a aussi travaillé avec des compositeurs d'origines très diverses, tels Franghiz Ali-Zadeh originaire d'Azerbaïdjan, Clint Mansell du Royaume-Uni ou encore le compositeur argentin Osvaldo Golijov. Golijov, récompensé par le prix de la fondation MacArthur Fellow, a composé de nombreuses transcriptions et œuvres originales pour le quatuor Kronos qui ont donné lieu à des disques tels Caravan et Nuevo.
Récemment, le quatuor Kronos a commencé un programme d'appel aux compositeurs âgés de moins de 30 ans, dans l'espoir de mettre au jour de jeunes compositeurs modernes.

## Genres divers
Kronos couvre une très grande étendue de genres musicaux : musique mexicaine, musique expérimentale, musique pré-classique, bandes originales de films (Dracula, Requiem for a Dream, Heat, The Fountain), jazz et tango. Kronos a même enregistré des adaptations de Purple Haze de Jimi Hendrix, de Sigur Rós (Flugufrelsarinn), de Television (Marquee Moon) ou de Raymond Scott (Dinner Music for a Pack of Hungry Cannibals).
En plus des compositeurs, Kronos a collaboré avec des artistes du monde entier, dont la légendaire chanteuse de Bollywood Asha Bhosle, le peintre américain d'origine mexicaine Gronk, la soprano américaine Dawn Upshaw, le clarinettiste David Krakauer, les pop-rockers mexicains de Café Tacvba, le groupe tsigane roumain Taraf de Haïdouks, la chanteuse malienne Rokia Traoré (sur l'album Bowmboï), les post-rockers écossais de Mogwai, les sœurs Mahsa & Marjan Vahdat ou le DJ brésilien Amon Tobin.
Kronos s'est produit en concert avec le poète Allen Ginsberg, Astor Piazzolla, le Modern Jazz Quartet, Tom Waits, David Bowie, Björk, Laurie Anderson ou encore l'intellectuel Noam Chomsky. Il est apparu dans des enregistrements avec les auteurs-compositeurs Dave Matthews, Nelly Furtado, Rokia Traoré, Joan Armatrading ou le chanteur de musique country Don Walser, spécialiste du yodel.

## Distinctions
- National Academy of Recording Arts and Sciences The Recording Academy President's Merit Award 2005
- Prix Rolf Schock/Académie royale suédoise de musique (1999)
- Musical America (2003) Musicians of the Year
- Prix Polar Music (2011)
- Le Diapason d'Or de Mai 1997 for the Kronos Quartet recording of Osvaldo Golijov's The Dreams and Prayers of Isaac the Blind (France) (1997)
- Grammy Awards & Grammy Nominations
  - Grammy Award for Best Chamber Music Performance: The Kronos Quartet & Dawn Upshaw for Berg: Lyric Suite (2004)
  - Grammy Award Nomination for Best Contemporary World Music Album for Kronos Quartet with Asha Bhosle, You've Stolen My Heart: Songs from R.D. Burman's Bollywood (USA) (2005)
  - Grammy Award Nomination for Best Chamber Music Performance for Pēteris Vasks’ String Quartet No. 4 (USA) (2003)
  - Grammy Award Nomination for Best Classical Crossover Album for The Tiger Lillies with Kronos Quartet, The Gorey End (USA) (2003)
  - Latin Grammy Award Nomination for Best Classical Album for Nuevo (USA) (2003)
  - Grammy Award Nomination for Best Classical Crossover Album for Nuevo (USA) (2002)
  - Grammy Award Nominations for Best Classical Album & for Best Chamber Music Performance for Kronos Quartet Performs Alfred Schnittke : The Complete String Quartets (USA) (1998)
  - Grammy Award Nomination for Best Chamber Music Performance for Early Music (Lachrymae Antiquae) (USA) (1997)
  - Grammy Award Nomination for Best Chamber Music Performance for Black Angels (USA) (1991)
  - Grammy Award Nomination for Best Chamber Music Performance for White Man Sleeps (USA) (1987)

## Enregistrements
- Kronos Quartet Plays Music of Thelonious Monk (1985)
- Mishima : Musique du film créé par Philip Glass (1985)
- Kronos Quartet (1986), with music of Peter Sculthorpe, Aulis Sallinen, Philip Glass, Conlon Nancarrow and an arrangement of Jimi Hendrix's Purple Haze.
- Music of Bill Evans (1986)
- White Man Sleeps (1987)
- Terry Riley : Cadenza on the Night Plain (1988)
- Winter Was Hard with music of Aulis Sallinen, Terry Riley, Arvo Pärt, Anton Webern, John Zorn, John Lurie, Astor Piazzolla, Alfred Schnittke and Samuel Barber (1988)
- Kronos Quartet Plays Terry Riley: Salome Dances for Peace (1989)
- Steve Reich : Different Trains (1989)
- Black Angels (dont George Crumb's Black Angels, 1990)
- Witold Lutosławski : String Quartet (1991)
- Kevin Volans : Hunting:Gathering (1991)
- Five Tango Sensations (avec Astor Piazzolla, 1991)
- Henryk Górecki : Already It Is Dusk (1991)
- Pieces of Africa (1992, musique par sept compositeurs africains)
- Short Stories (1993)
- Henryk Górecki : Quatuor à cordes no 1 et no 2 (1993)
- Morton Feldman : Piano and String Quartet (1993, avec la pianiste Aki Takahashi)
- At the Grave of Richard Wagner (1993)
- Bob Ostertag : All the Rage (1993)
- Night Prayers (1994)
- Kronos Quartet Performs Philip Glass (1995)
- Released : 1985-1995 (1995)
- Heat (par Michael Brook, Brian Eno, Elliot Goldenthal, 1995)
- Howl, USA (Allen Ginsberg's poem Howl set to music, as well as other Cold War pieces, 1996)
- Osvaldo Golijov: The Dreams and Prayers of Isaac the Blind (1997)
- Tan Dun : Ghost Opera (1997)
- Early Music (1997)
- Kronos Quartet Performs Alfred Schnittke : The Complete String Quartets (1998)
- John Adams : John's Book of Alleged Dances (1998)
- Kronos Quartet : 25 Years (10 disks)
- Dracula (par Philip Glass, 1999)
- Requiem for a Dream (avec Clint Mansell, 2000)
- Caravan (2000, with guest artists: Zakir Hussain, Taraf de Haïdouks, Kayhan Kalhor, Ziya Tabbassian, Ali Jihad Racy, Souhail Kaspar, Martyn Jones)
- Steve Reich : Triple Quartet (2001)
- Terry Riley : Requiem for Adam (2001)
- Nuevo (music of Mexican composers, 2002)
- Alban Berg : Lyric Suite (2003, Grammy Award Winner)
- Harry Partch : U.S. Highball (2003)
- Pēteris Vasks : String Quartet No. 4 (2003)
- Mugam Sayagi : Music of Franghiz Ali-Zadeh (2005)
- You've Stolen My Heart : Kronos Quartet, Asha Bhosle (sorti en août 2005), a tribute to Rahul Dev Burman.
- Clint Mansell : The Fountain (2006)
- Amon Tobin : Foley Room (2007)
- Nine Inch Nails : Year Zero Remixed (2007, sur la piste Another Version of the Truth)
- Dark Was the Night (2009, Dark Was The Night)
- A Thousand Thoughts, Nonesuch Records, 2014 (compilation)
- Journey et Lost Light (2017, bande originale du jeu vidéo Destiny 2)
- Songs and Symphoniques: The Music of Moondog, (Kronos Quartet & Ghost Train Orchestra) Cantaloupe Music, 2023 (Hommage au compositeur Moondog)